# George Gordon, II conde de Huntly
George Gordon, II conde de Huntly (n. antes de 1441 - f. 8 de junio de 1501) fue un noble escocés y Canciller de Escocia de 1498–1501.

## Biografía
Era hijo de Alexander (Seton) Gordon, I conde de Huntly y su segunda esposa Elizabeth Crichton. La primera mención a George data de 1441 cuando las tierras que más tarde formarían el condado le fueron concedidas a él y a sus herederos. George nació casi con seguridad poco antes de este año, ya que sus padres se habían casado antes del 18 de marzo de 1439–40.
En su contrato con Elizabeth Dunbar, Condesa de Moray, datado el 20 de mayo de 1455 figura aún como Amo de Huntley. Está dirigido al "Señor George Seton, caballero", en un precepto real del 7 de marzo de 1456–7, y en un documento del año siguiente utiliza el nombre de Gordon por primera vez, indicando que había asumido ese apellido. Como George, Lord Gordon, fue castellano de Kildrummy, Kindrochat y Inverness. Sucedió a su padre como conde de Huntly el 15 de julio de 1470.
Poco después de asumir el título de Conde de Huntly se vio envuelto en una guerra privada con el conde de Ross en la que el rey, Jacobo III de Escocia, intercedió. Ross fue acusado de traición, pero después de rechazar un convocatoria del rey, fue proscrito. Una de las expediciones enviadas contra el errante conde de Ross fue mandada por Alexander. Después de capturar Dingwall Castle y empujar a su ejército hasta Lochaber, Ross pidió el perdón real. En 1479, Gordon era justiciary del Río Forth y una de sus principales misiones era la de suprimir las contiendas entre los clanes de las Highlands. En 1497, George Gordon fue nombrado Gran Canciller de Escocia, un honor probablemente concedido al mismo tiempo que su hija Catherine se casaba con Perkin Warbeck, un aventurero que estaba en favor con Jacobo IV de Escocia. George fue Canciller hasta 1500. Murió en Stirling Castle el 8 de junio de 1501.

## Familia
El 20 de mayo de 1455, George Gordon se casó por contrato con Lady Elizabeth Dunbar, hija de John Dunbar, conde de Moray. El matrimonio fue anulado por afinidad, antes de marzo de 1459–60; no tuvieron hijos.
George se casó en segundas nupcias, antes de marzo de 1459–60, con la Princesa Anabella de Escocia, hija menor de Jacobo I de Escocia y Joan Beaufort (la nieta de Juan de Gante). Después de varios años de matrimonio, el Conde de Gordon inició un proceso de anulación de su matrimonio, basándose en que la princesa Anabella estaba emparentada en tercer y cuarto grado de consanguinidad con su primera mujer, Elizabeth Dunbar, y el matrimonio fue disuelto el 24 de julio de 1471.
George Gordon tuvo varios hijos, pero con pocas excepciones, no hay un consenso claro sobre cuáles pertenecen al segundo o al tercer matrimonio:
- Lady Isabella Gordon (m. 1485), mujer de William Hay, 3.º Conde de Erroll (d. 1507).
- Alexander Gordon, III conde de Huntly (m. 21 de enero de 1523/24)[a][11]
- Adam Gordon, casado con Lady Elizabeth de Moravia, hija y heredera de John de Moravia, Conde de Sutherland.
- William Gordon, casado con Janet Ogilvy y antepasado de los Gordon de Gight, de quien Lord Byron era descendiente.[12]
- James Gordon.
- Lady Janet Gordon, que se casó con Alexander Lindsay, Maestro de Crawfurd; luego con Patrick, Maestro de Gray (anulado); luego con Patrick Buttar de Gormark; y fianlmente con James Halkerston de Southwood.[13]
- Lady Elizabeth Gordon.[14]

George obtuvo la anulación de su segundo matrimonio el 24 de julio de 1471, tras lo que se casó con su amante, Lady Elizabeth Hay, hija de William Hay, Conde de Errol. El matrimonio tuvo lugar el 12 de mayo de 1476, y tuvieron los siguientes hijos:
- Lady Catherine Gordon (m. octubre de 1537), probablemente hija de Elizabeth Hay, se casó con Perkin Warbeck (d. 1499), famoso por su afirmación de ser Ricardo de Shrewsbury, Duque de York, uno de los príncipes de la Torre de Londres; luego con James Strangeways de Fyfield (m. 1515); en tercer lugar con Matthew Cradock de Swansea (m. 1531); y finamente, Christopher Assheton de Fyfield.[17] Era bien recibida en la corte de Enrique VII de Inglaterra, que la llamaba "la Rosa Blanca." No tuvo descendencia.
- Lady Eleanor Gordon[18]
- Lady Agnes Gordon